# Pukat
Pukat is een bestuurslaag in het regentschap Sumbawa van de provincie West-Nusa Tenggara, Indonesië. Pukat telt 4048 inwoners (volkstelling 2010).